# Kerberosaurus
Kerberosaurus manakini
Genre
Espèce
Synonymes
- † Kundurosaurus ? Godefroit et al., 2012[1]

Kerberosaurus est un genre éteint de dinosaures herbivores « à bec de canard » du sous-ordre des ornithopodes et de la famille des hadrosauridés. Ses fossiles ont été découverts en extrême-Orient russe sur les bords du fleuve Amour, dans la formation géologique d'Udurchukan, datée de la partie terminale du Crétacé supérieur, au Maastrichtien supérieur, juste avant la grande extinction de la fin du Crétacé intervenue il y a environ 66 Ma (millions d'années), ce qui en fait un des derniers dinosaures non-aviens ayant existé.

## Découverte
Yuri Bolotsky et son équipe ont découvert en 1984 un lit d'ossements du Crétacé terminal avec des restes de dinosaures près de Blagoveschensk sur les bords du fleuve Amour en extrême-Orient russe. La plupart des fossiles appartiennent à un autre hadrosauridé de la sous-famille des Lambeosaurinae, Amurosaurus ; il est accompagné de restes de tortues, crocodiliens, théropodes, nodosauridés, mais aussi d'un nouvel hadrosauridé qui sera nommé Kerberosaurus par Y. Bolotsky et P. Godefroit en 2004 à partir principalement d'un crâne partiel (holotype AENM 1/319). 

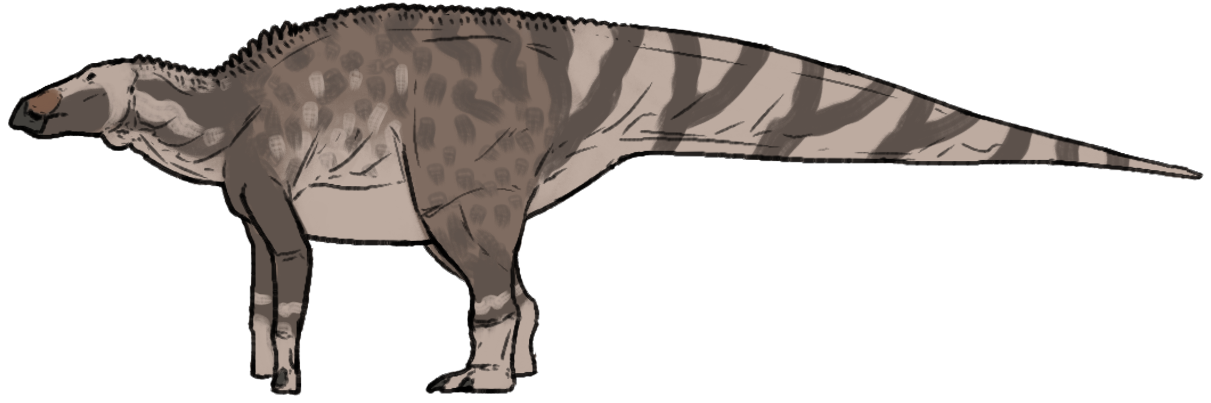
Kerberosaurus manakini

La seule espèce décrite est Kerberosaurus manakini.

## Étymologie
Le nom de genre Kerberosaurus est composé du nom de Cerbère en grec ancien, Kérberos (Κέρϐερος) et du mot du grec ancien sauros/σαυρος « lézard ».
Le nom spécifique latinisé manakini est donné en honneur du colonel cosaque Manakin, pionnier de la recherche paléontologique dans la région de l'Amour, et qui est le premier à avoir extrait des fossiles des berges du fleuve Amour.

## Description
Les caractères diagnostiques ou synapomorphies singularisant Kerberosaurus sont des os frontaux étroits, une forme particulière de la boîte crânienne et une division bien délimitée entre la zone osseuse entourant les narines et l'os plus à l'extérieur. Aucune reconstruction du crâne partiel fragmentaire n’a été proposée. 

## Classification
Kerberosaurus, comme son très proche parent voire synonyme Kundurosaurus, après avoir été considérés comme des Saurolophini, sont classés depuis les années 2010 dans la tribu des Edmontosaurini,,.

### Cladogramme
Au sein de la tribu des Edmontosaurini, il est accompagné des genres Kundurosaurus, Edmontosaurus et Shantungosaurus, selon A. Prieto-Márquez et ses collègues en 2016. L'étude phylogénétique de Penélope Cruzado-Caballero et J. E. Powell en 2017 le place par contre en amont de cette tribu.
Le cladogramme suivant est celui établi par Prieto-Márquez et ses collègues en 2016. Il montre la position de Kerberosaurus au sein de la tribu des Edmontosaurini :
- - Telmatosaurus
  - 
    - 
      - Jintasaurus
      - Lophorhothon

    - 
      - Claosaurus
      - 
        - Tethyshadros
        - Hadrosauridae
          - Hadrosaurus
          - 
            - Eotrachodon
            - Saurolophidae
              - Lambeosaurinae
              - Saurolophinae
                - 
                  - Acristavus
                  - Maiasaura
                  - Brachylophosaurus

                - 
                  - 
                    - Naashoibitosaurus
                    - 
                      - Kritosaurus
                      - 
                        - Gryposaurus
                        - 
                          - « Big Bend UTEP 37.7 »
                          - 
                            - Willinakaqe
                            - Secernosaurus

                  - 
                    - "Sabinosaure" PASAC-1
                    - 
                      - 
                        - Prosaurolophus
                        - 
                          - Augustynolophus
                          - Saurolophus

                      - 
                        - Kerberosaurus
                        - 
                          - Kundurosaurus
                          - 
                            - Shantungosaurus
                            - Edmontosaurus